# ETA
ETA (bask. Euskadi Ta Askatasuna – Baskonia i Wolność) – separatystyczna organizacja terrorystyczna hiszpańskich Basków, która istniała w latach 1959–2018.

## W czasach dyktatury Franco
Utworzona została 31 lipca 1959 roku. Jej założycielami byli studenci, a zarazem byli członkowie podziemnej Nacjonalistycznej Partii Basków (PNV). ETA samookreśliła się jako ruch „patriotyczny” i „bezwyznaniowy“ (choć baskijskie duchowieństwo katolickie z reguły ją popierało), a za podstawowy cel uznała walkę o niepodległość Basków. Zawołaniem formacji stał się slogan Ekin! (działać). Od początku formacja wykazywała lewicowe skłonności. Wzorem dla młodych działaczy były ruchy rewolucyjne z Trzeciego Świata, przede wszystkim te z Kuby i Algierii.
W pierwszej fazie działalności ETA przyjęła strategię prowadzenia niewielkich zamachów bombowych, co stanowić miało zalążek „rewolucyjnej wojny narodowej“. Obiektem ataków były głównie pomniki, nagrobki, płyty pamiątkowe i inne symbole reżimu Francisco Franco. Aktywiści przeprowadzili także zamachy na urzędy administracji państwowej w Vitoria i komisariat policji w Bilbao. W kolejnych latach organizacja podjęła się również działalności przestępczej obejmującej napady na banki, porwania dla okupu czy wymuszenia tak zwanego podatku rewolucyjnego. Działalność separatystów spotkała się z ostrą reakcją hiszpańskich władz: w pierwszej fazie działalności ETA, służby aresztowały około stu jej członków i zwolenników. Wielu aresztowanych zostało następnie skazanych na kary pozbawienia wolności oscylujące w granicy 15–20 lat. Przywódcy formacji uniknęli aresztowania i schronili się w sąsiedniej Francji. Strategia przemocy nie spodobała się części umiarkowanych członków ETA, którzy opuścili ugrupowanie.

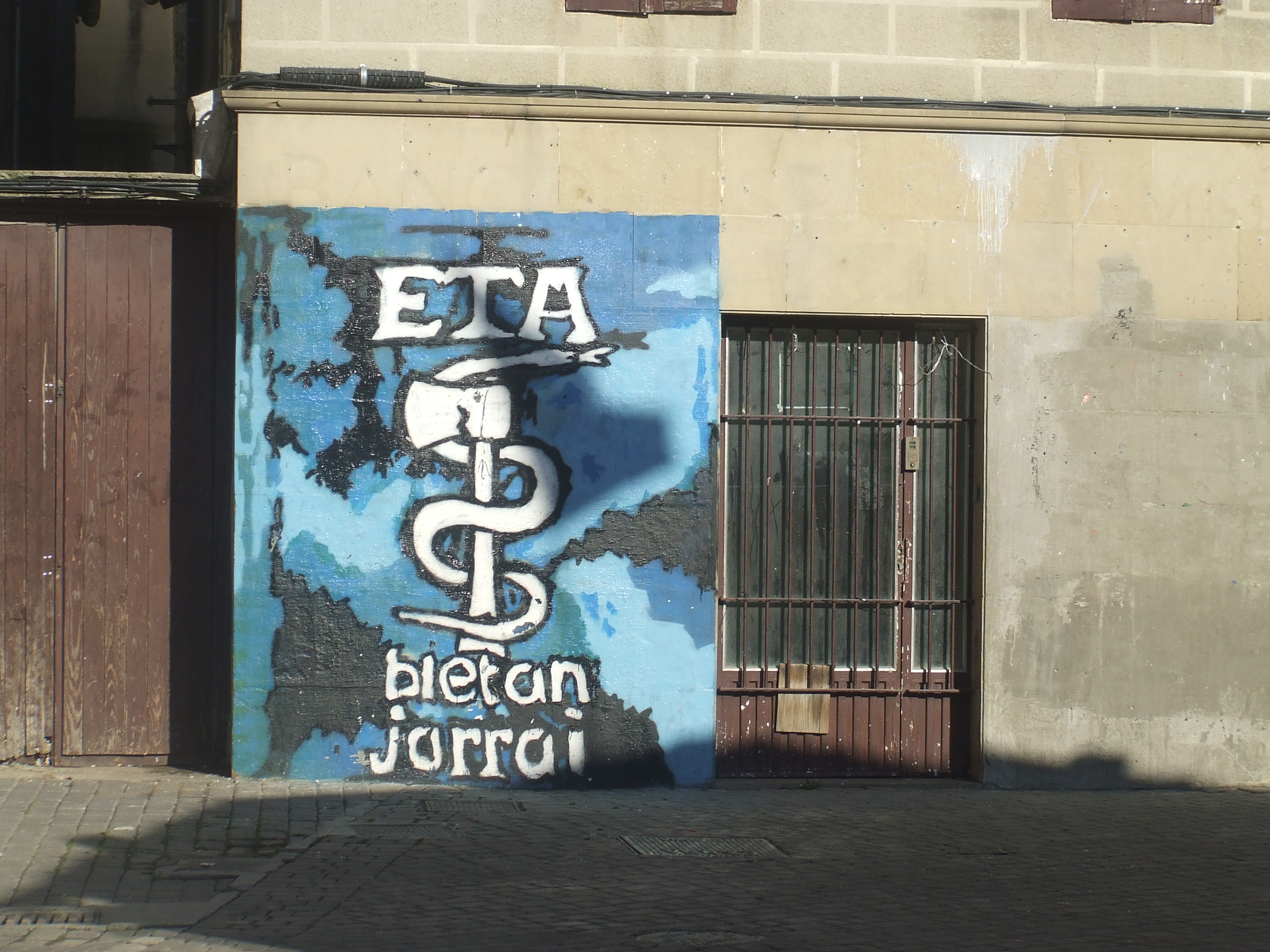
Mural ETA sfotografowany w 2008 roku w Altsasu

W 1961 roku aktywiści przeprowadzili głośną akcję, którą była nieudana próba wykolejenia pociągu jadącego do San Sebastián. W pociągu znajdowali się frankistowscy weterani wojny domowej i propagandziści reżimu.
Na początku działalności zarysował się w niej ostry spór ideologiczny. Wewnątrz ETA wyłoniły się frakcje „patriotyczna“ i „rewolucyjna“. „Patrioci” kładli największy nacisk na kwestie wyzwolenia narodowego Basków, „rewolucjoniści” natomiast zafascynowani byli marksizmem-leninizmem. W maju 1962 roku odbyło się pierwsze zgromadzenie ETA. Organizacja zdefiniowała się na nim jako baskijski ruch rewolucyjny, powstały z patriotycznego oporu. ETA opowiedziała się także przeciwko wywyższaniu narodów i ras ponad inne oraz przeciwko wszelkim reżimom dyktatorskim (zarówno faszystowskim i komunistycznym). Postanowienia pierwszego zgromadzenia stanowiły próbę kompromisu pomiędzy „patriotami” i „rewolucjonistami”. W 1965 roku odbyło się drugie zgromadzenie ETA. Aktywiści zdecydowali na nim o całkowitym odcięciu się od PNV i potępili ją jako „narzędzie burżuazji“. Rok później grupa zdefiniowała się jako „antykapitalistyczna“ i „antyimperialistyczna“, przyjęto też motto „patriotyzm robotników przeciwko nacjonalizmowi burżuazji”.
Przełomowy charakter dla ewolucji ETA miało V Zgromadzenie, które odbyło się w latach 1966–67. W jego pierwszej fazie etnonacjonaliści i tercemundistas (uważający Baskonię za część Trzeciego Świata) doprowadzili do usunięcia maoistów, którzy utworzyli tzw. ETA Berri (Młodą ETA). Rok później ETA Zaharra (Stara ETA) samookreśliła się jako marksistowsko-leninowska, co spowodowało odejście etnonacjonalistów (grupa „Branka”).
7 czerwca 1968 niedaleko miejscowości Tolosa policja drogowa zatrzymała samochód lidera ETA Txabi Etxebarrieta. Poproszony o dokumenty terrorysta wyciągnął pistolet i zastrzelił policjanta, po czym wraz z towarzyszącym mu Iñaki Sarasketą salwował się ucieczką. Etxebarrieta został zastrzelony w trakcie ucieczki, Sarasketa schronił się w pobliskim kościele, gdzie został aresztowany. Trzy tygodnie później aktywista został postawiony przed sądem, który skazał go na karę śmierci zamienioną później na karę dożywotniego pozbawienia wolności. W trakcie procesu Sarasketa, bojownicy zabili Melitóna Manzanasa, szefa policji w San Sebastián. Zabójstwo było zemstą za śmierć Etxebarrieta i za tortury, których Manzanas dopuszczał się na pojmanych działaczach ETA. Zabójstwo szefa policji przyczyniło się do zaostrzenia przepisów karnych – członków ETA traktowano jak zwykłych kryminalistów, ale ich działalność traktowana była jako zbrojna rebelia (stanowiło to sprzeczność prawną).
W 1969 roku 16 aktywistów ETA stanęło przed sądem w Burgos. Sześciu z nich otrzymało wyrok śmierci. W grudniu tego samego roku separatyści uprowadzili ambasadora Niemiec Zachodnich Eugena Beihla, w zamian za uwolnienie dyplomaty zażądali uwolnienia skazanych na karę śmierci towarzyszy. Rząd ugiął się pod ich żądaniami, a porywacze wypuścili ambasadora na wolność. Operacja przysporzyła ETA ogromną popularność i napływ nowych członków.

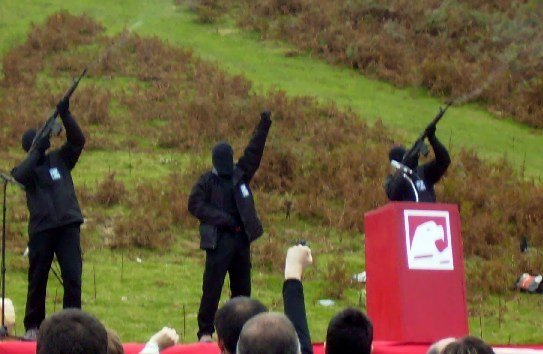
Uzbrojeni członkowie grupy w 2006 roku

W 1974 roku ETA uległa podziałowi na frakcję „polityczno-militarną“ i „militarną”. Frakcja „polityczno-militarna“ popierała demokratyzację Hiszpanii, baskijską autonomię i odrzucała terroryzm. Frakcja „polityczno-militarna” działała pod przykrywką legalnej partii Euskal Iraultzako Alderdia (działała do 1982 roku). Frakcja „militarna“ opowiadała się z kolei za kontynuacją walki zbrojnej. Politycznym ramieniem frakcji „militarnej“ była partia Batasuna (w 1986 roku formalnie zarejestrowana, zdelegalizowana w 2002 roku). Celem „militarystów“ była niepodległa Baskonia składająca się z Kraju Basków i Navarry. Obie frakcje wzajemnie się zwalczały, a w 1976 roku lider frakcji „polityczno-militarnej“ Moreno Bergareche został zamordowany przez swoich przeciwników wewnątrz ETA.

## W czasach demokracji
Do 1975 roku, a więc do czasu istnienia reżimu Franco, ETA cieszyła się sympatią światowej opinii publicznej. Poza Hiszpanią, ETA uważana była za organizację partyzancką walczącą ze znienawidzonym reżimem. Kiedy grupa, a konkretnie jej „militarna“ frakcja, zaczęła kontynuować działania zbrojne przeciwko demokratycznym władzom, automatycznie straciła poparcie opinii publicznej. Co więcej, po wprowadzeniu demokracji i przyznaniu Baskom autonomii, separatyści ulegli dalszej radykalizacji, a ich działania stały się jeszcze bardziej brutalne. W czasie transformacji ustrojowej ETA wzmocniona została przez powracających z zagranicy baskijskich emigrantów.
W 1976 roku anarchistyczni rozłamowcy z ETA założyli Autonomiczne Oddziały Antykapitalistyczne, natomiast rok później od ETA-PM oderwała się radykalna grupa Bereziak.
Od 1979 roku ETA prowadzi tzw. „wojnę wakacyjną” starając się osłabić hiszpański sektor turystyczny. W latach 80. ETA przyjęła czysto terrorystyczną strategię, akty terroru często pozbawione były jakichkolwiek racji i rzeczowych usprawiedliwień. Terror nie przyczynił się do masowych represji przeciw społeczności Basków. Wręcz przeciwnie, rząd ogłosił amnestię dla bojowników, którzy dobrowolnie zrzekną się stosowania terroryzmu. Do 1986 roku z oferty rządu skorzystało ponad 250 aktywistów. Działacze, którzy złożyli broń, zostali uznani przez ETA za zdrajców, a kilku z nich zginęło z rąk separatystów.
W latach 1983–1987 w Hiszpanii działał szwadron śmierci Antyterrorystyczna Grupa Wyzwolenia (GAL). Szwadron był prawdopodobnie wspierany przez hiszpański wywiad (choć oficjalnie był nielegalny). Członkowie GAL przypuszczalnie zamordowali 27 dziennikarzy związanych z ETA.

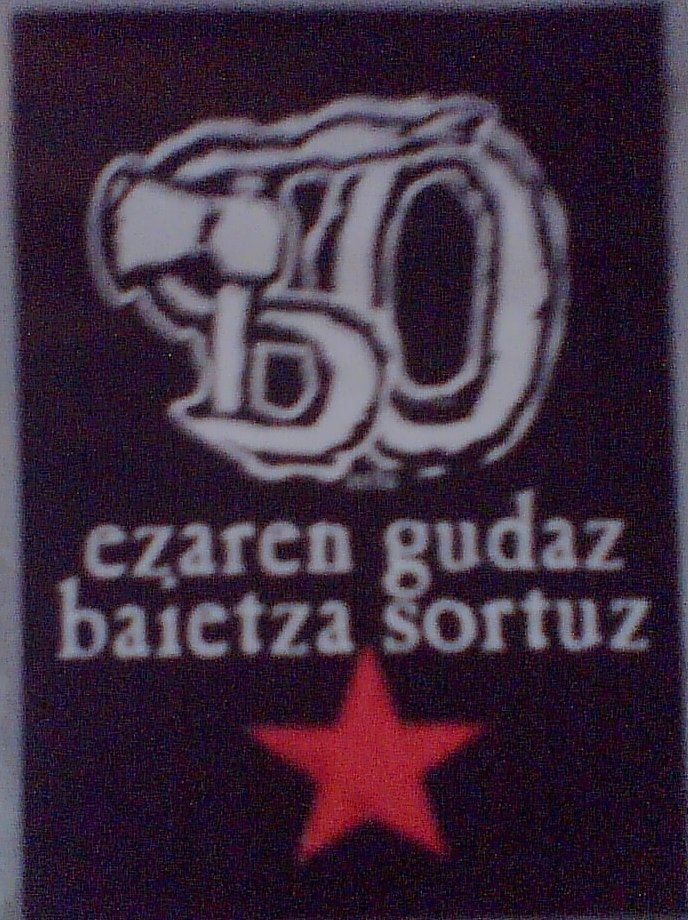
Naklejka ETA sfotografowana w 2009 roku

W 1988 roku kierownictwo organizacji zaproponowało rządowi hiszpańskiemu rozmowy. Miały one miejsce w Algierze w 1989 roku, nie przynosząc żadnych skutków. Rozmowy w Algierze odbyły się ponownie w 1992 roku, jednak i tym razem nie doprowadziły do zakończenia konfliktu.
W 1995 roku formacja wystąpiła z propozycją zaprzestania działalności zbrojnej w zamian za negocjacje w sprawie więźniów politycznych i uciekinierów. Gdy rząd hiszpański odrzucił propozycje, ETA rozpoczęła kolejną falę zamachów. Struktura militarna ETA pod hasłem „uspołecznienia cierpienia” rozszerzyła ataki na cywilnych działaczy hiszpańskiej prawicy.
W 1998 roku ogłosiła jednostronne i bezterminowe zawieszenie broni. Obowiązywało ono do 1999 roku, zakończone zostało w reakcji na falę aresztowań członków ETA pod koniec 1999 roku.
W 2001 roku hiszpańska policja aresztowała kilkuset członków organizacji. W 2004 roku w ręce hiszpańskiej policji wpadło kolejnych 70 aktywistów.
W marcu 2006 roku ponownie ogłosiła zawieszenie broni. Wkrótce potem rozpoczęły się rozmowy pokojowe pomiędzy organizacją a rządem José Luisa Zapatero. Jednak 30 grudnia 2006 dokonała kolejnego zamachu. Atak poskutkował zerwaniem rozmów pokojowych przez stronę hiszpańską.
28 lutego 2010 podczas zakrojonej operacji francuskiej policji i hiszpańskiej gwardii cywilnej aresztowano lidera ETA Ibona Gogeascoecheę Arronategui. Do zatrzymania doszło we francuskiej miejscowości Cahan.

## Zakończenie działalności zbrojnej i samorozwiązanie
5 września 2010 ogłosiła bezterminowe zawieszenie broni. ETA w oświadczeniu z 8 stycznia 2011 zadeklarowała trwałe zawieszenie broni i wyrzeczenie się przemocy. Bojownicy oświadczyli, że są gotowi poddać się kontroli międzynarodowych ekspertów. Rząd hiszpański odrzucił deklarację, zaznaczając, iż Baskowie nie wyrzekli się samego terroryzmu. We wrześniu 2011 roku formacja zapowiedziała zaprzestanie wymuszania tak zwanego podatku rewolucyjnego. 20 października 2011 ETA ogłosiła definitywnie zakończenie podejmowania działań zbrojnych.

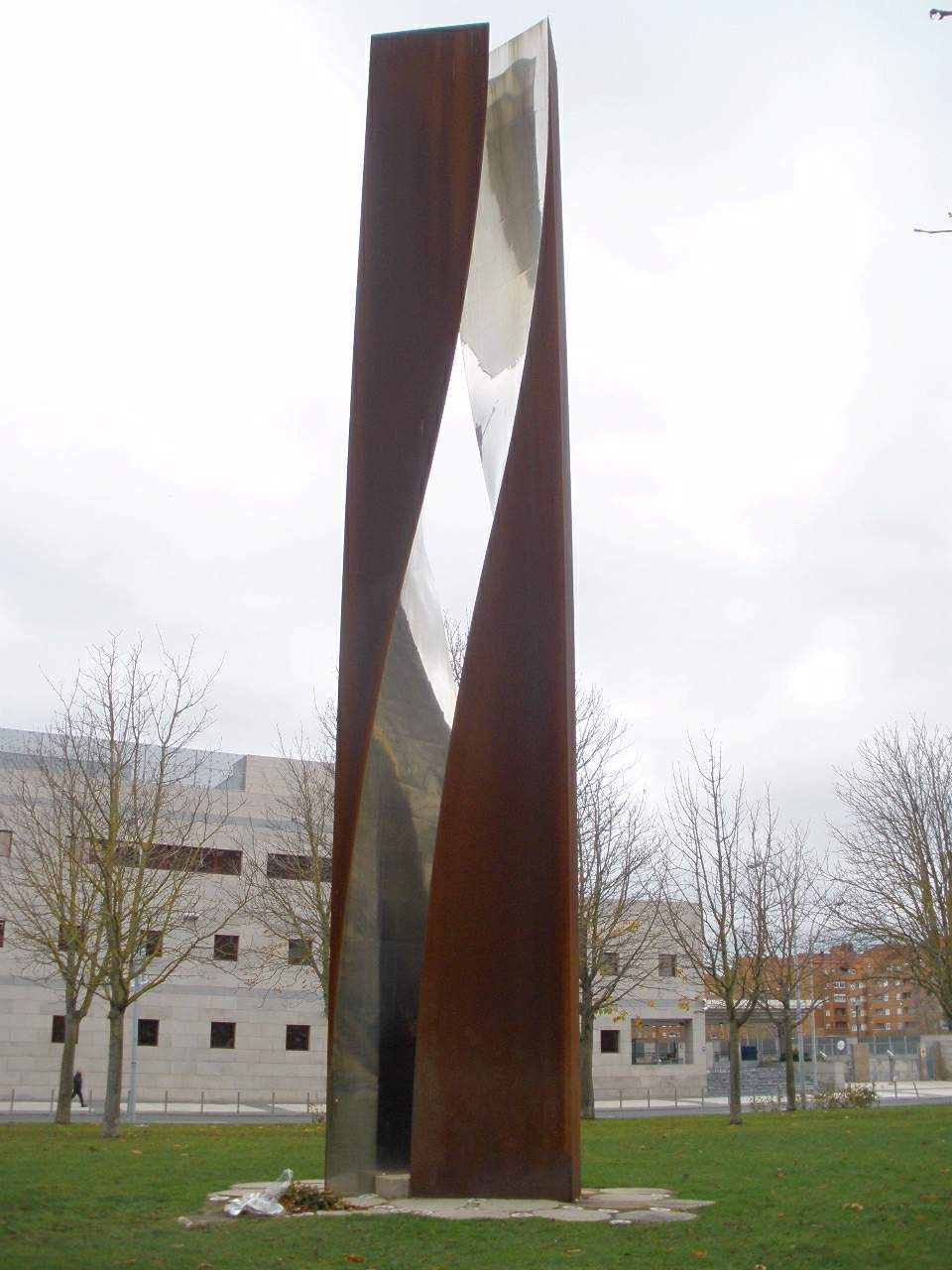
Pomnik poświęcony ofiarom zamachów ETA znajdujący się w mieście Vitoria

W kwietniu 2017 roku ETA oddała całą broń i materiały wybuchowe będące w jej posiadaniu.
W kwietniu 2018 roku grupa przeprosiła ofiary jej zamachów, które nie miały bezpośredniego udziału w konflikcie.
W maju 2018 roku oficjalnie ogłosiła samorozwiązanie wszystkich struktur i zakończenie działalności politycznej.

## Przykłady ataków terrorystycznych
- W 1972 roku terroryści porwali hiszpańskiego przemysłowca, w którego fabryce miał miejsce strajk. W zamian za uwolnienie, zażądali spełnienia postulatów strajkujących pracowników[9]. Rok później bojownicy porwali innego przedsiębiorcę, tym razem w zamian za jego zwolnienie zażądali okupu[9].
- W grudniu 1973 roku ETA przeprowadziła swoją najsłynniejszą akcję. Czteroosobowe komando separatystów zostało skierowane do Madrytu, gdzie zamierzało porwać premiera Luisa Carrero Blanco. Gdy porwanie okazało się nierealne, terroryści skonstruowali zdalnie odpalaną bombę i przeprowadzili atak bombowy na auto wiozące premiera. W eksplozji samochodu zginął premier i dwie inne osoby[1][5][9].
- We wrześniu 1974 roku terroryści wrzucili bombę do kawiarni przy kwaterze głównej policji w Madrycie[1]. W zamachu zginęło 13 osób, a 70 zostało rannych[1].
- W październiku 1976 roku bojówkarze zamordowali doradcę króla Jana Karola I Burbona, jego trzech ochroniarzy i kierowcę[1].
- W czerwcu i lipcu 1979 roku bomby podłożone przez ETA eksplodowały w regionach turystycznych Hiszpanii[1].
- W lutym 1980 roku bojownicy przeprowadzili ostrzał rezydencji hiszpańskiego premiera w Madrycie. W operacji użyta została broń przeciwpancerna[1].
- W grudniu 1984 roku terroryści uszkodzili rurociąg naftowy z Roty do Saragossy[1].
- W lutym 1986 roku z rąk bojówkarzy zginął wiceadmirał Cristobal Colon i jego kierowca[1], motyw zamachu nie jest znany, Colon zginął prawdopodobnie dlatego, że był rozpoznawalny w całym kraju[16].
- W październiku 1986 roku generał Fernando Garrido Velasco i jego rodzina zginęli w wyniku eksplozji bomby umieszczonej w samochodzie[1].
- 14 lipca 1986 roku w zamachu na bus Guardia Civil w centrum Madrytu zginęło 10 funkcjonariuszy, a 43 zostało rannych[16]. Tydzień później przeprowadzono zamach na budynek ministerstwa obrony Hiszpanii[16]. W ataku z użyciem rakiet i ładunków wybuchowych rannych zostało dziewięć osób[16].
- W maju 1987 roku miały miejsce zamachy bombowe na kwatery główne marynarki, wojsk lotniczych i Guardia Civil w Madrycie[1].
- W czerwcu 1987 roku podłożona przez ETA bomba eksplodowała w podziemnym parkingu supermarketu w Barcelonie. W zamachu zginęło 21 osób, a 32 zostały ranne[1].
- W 1995 roku policja udaremniła na Majorce zamach na króla Jana Karola[31]. W tym samym roku terroryści przeprowadzili nieudany zamach bombowy na José Maríe Aznara[1].
- W lipcu 1997 roku separatyści porwali i zamordowali prawnika Miguela Angela Blanco[31].
- W lipcu 2003 roku ETA zaatakowała hotele w Alicante i Benidorm. W eksplozjach zginęła jedna osoba, a 12 zostało rannych[1].
- W grudniu 2004 roku terroryści zdetonowali w hiszpańskich miastach 12 bomb[1].
- W maju 2005 roku w eksplozji samochodu pułapki w Madrycie rannych zostało 52 ludzi[1]. W czerwcu tego samego roku bojówkarze przeprowadzili atak z użyciem granatów w porcie lotniczym Saragossa[1].
- 30 grudnia 2006 roku organizacja przeprowadziła zamach na lotnisku w Madrycie, w którym zginęły dwie osoby, a ponad 20 zostało rannych[21][22].
- 7 marca 2008 roku członek ETA zabił socjalistycznego działacza Isaiasa Carrasco. Polityk zginął w ostatnim dniu kampanii przed niedzielnymi wyborami parlamentarnymi, gdy wychodził z córką ze swego domu w baskijskim miasteczku Arrasate, od trzech strzałów oddanych w tył głowy[32].
- 30 października 2006 roku ETA dokonała zamachu terrorystycznego przy użyciu samochodu pułapki na terenie kampusu studenckiego Uniwersytetu Nawarry w Pampelunie (nad którym opiekę duchową sprawuje Opus Dei). 17 osób zostało rannych[33].
- 19 czerwca 2009 roku w wyniku wybuchu bomby przymocowanej pod podwoziem auta, zginął szef sił antyterrorystycznych policji w Bilbao, Eduardo Pueyes Garcia. Zamach miał miejsce w Arrigorriaga, nieopodal Bilbao[34].

## Bilans działań
Od 1960 do 2003 roku w atakach ETA zginęło 817 osób (z czego 339 to cywile, reszta to wojskowi, policjanci i członkowie Guardia Civil).

## Relacje z innymi grupami terrorystycznymi
ETA współpracowała z Irlandzką Armią Republikańską, hiszpańskimi Grupami Oporu Antyfaszystowskiego 1 Października, katalońską
Terra Lliure, Frontem Wyzwolenia Katalonii, Rewolucyjną Armią Bretońską, Galicyjskim Ruchem Oporu, Rewolucyjnymi Siłami Zbrojnymi Kolumbii, grupami palestyńskimi oraz włoskimi Pierwszą Linią i Czerwonymi Brygadami.
W maju 1986 roku hiszpańska policja rozbiła 10-osobowe komando terrorystów (w większości Libańczyków), którzy korzystając z pomocy ETA przeprowadzili serię ataków na obiekty francuskie i amerykańskie w Europie Zachodniej.

## Wsparcie zagraniczne
Wsparcie finansowe dla ETA płynęło ze strony reżimu Mu’ammara al-Kaddafiego z Libii i prawdopodobnie z Kuby. Rząd kubański zapewniał również terrorystom schronienie. W latach 80. Kuba i rząd Hiszpanii zawarły porozumienie, na mocy którego Kuba przyjęła kilkudziesięciu ściganych za granicą członków ETA. Rząd Kuby miał pilnować, aby nie wrócili oni do stosowania terroru. Przez lata komunistyczny rząd umożliwiał jednak terrorystom opuszczanie wyspy i dostarczał im fałszywe dokumenty. Władze w Hawanie wycofały się z tej polityki w 2011 roku, co wywołało protesty samych Basków, którzy uznali, że Kuba stała się dla nich więzieniem.
Według różnych źródeł bojownicy ETA szkoleni byli w obozach w Libii, Libanie, Nikaragui, Jemenie, Algierii, na Kubie i w Związku Radzieckim. Według Barry’ego Rubina wśród trenerów ETA na Bliskim Wschodzie byli północnokoreańscy wojskowi.
W 2010 roku dwóch działaczy ETA złożyło przed hiszpańskim sądem zeznania, w których poinformowali, że przeszli szkolenia w obozach Wenezueli. Terrorystów szkolić mieli rzekomo funkcjonariusze wenezuelscy i przedstawiciele Rewolucyjnych Sił Zbrojnych Kolumbii. Wenezuelski prezydent Hugo Chávez odrzucił zarzuty o wspieranie terrorystów.
Do lat 80. członkowie ETA bez przeszkód ukrywali się na terenach baskijskich we Francji, a rząd francuski przyznawał im azyl. Polityka ta miała wedle założeń nie dopuścić do rozprzestrzenienia się terrorystycznej działalności Basków we Francji. Służby francuskie rozpoczęły akcje przeciwko ETA dopiero w połowie lat 80.
Zdaniem Secret Intelligence Service grupa współpracowała z rządem Iranu.

## Ideologia
Była grupą nacjonalistyczną o lewicowym, czy skrajnie lewicowym zabarwieniu. Celem ETA było utworzenie niepodległego państwa baskijskiego składającego się z hiszpańskiej i francuskiej części Kraju Basków oraz prowincji Nawarra. Organizacja odrzucała hiszpańskie rządy i dyskredytowała je jako kolonialne.

## Jako organizacja terrorystyczna
Figuruje na listach organizacji terrorystycznych Kanady, Unii Europejskiej i Wielkiej Brytanii.